# Embolcall cel·lular

Esquema dels embolcalls cel·lulars bacterians. A dalt: Bacteri grampositiu. 1.- membrana citoplasmàtica, 2.- peptidoglicà, 3.- fosfolípids, 4.- proteïnes, 5.- àcid lipoteicoic. A sota: Bacteri gramnegatiu. 1.- membrana citoplasmàtica (membrana interna), 2.- espai periplasmàtic, 3.- membrana exterior, 4.- fosfolípids, 5.- peptidoglicà, 6.- lipoproteïnes, 7.- proteïnes, 8.- lipopolisacàrids, 9.- porines.

L'embolcall cel·lular inclou la membrana citoplasmàtica i la paret cel·lular més una membrana externa, si és que existeix. La majoria d'embolcalls cel·lulars bacterians cauen en dues categories importants: grampositives i gramnegatives. Es distingeixen per la seva reacció a la tinció de Gram.
Com en altres organismes, l'embolcall cel·lular bacterià proporciona integritat estructural a la cèl·lula. En els procariotes, la funció principal de la paret cel·lular és protegir la cèl·lula de la pressió interna causada per les concentracions molt més elevades de proteïnes i d'altres molècules dins de la cèl·lula que al medi exterior. La paret cel·lular bacteriana es diferencia de la de la resta d'organismes per la presència de peptidoglicà (heteropolímer alternant de poli-N-acetilglucosamina i àcid N-acetilmuràmic) i està situada directament a continuació de la membrana citoplasmàtica.
El peptidoglicà és responsable de la rigidesa de la paret cel·lular bacteriana i determina la forma de la cèl·lula. La paret és relativament porosa i no constitueix una barrera pels substrats petits. Tot i que totes les membranes cel·lulars bacterianes contenen peptidoglicà (tret d'alguns paràsits intracel·lular com ara Mycoplasma), no totes les membranes cel·lulars tenen la mateixa estructura. Això es reflecteix notablement en la classificació dels bacteris en grampositius i gramnegatius.
Els micobacteris tenen un embolcall cel·lular que no és típicament grampositiu ni gramnegatiu. L'embolcall micobacterià no presenta la membrana externa característica dels organismes gramnegatius, sinó que té una paret amb un percentatge significatiu àcid peptidoglicà-arabinogalactà-micòlic que constitueix una barrera externa permeable. Se suposa que forma un compartiment de "pseudoperiplasma" entre la membrana citoplasmàtica i aquesta barrera externa, tot i que la naturalesa d'aquest compartiment no està ben compresa.
A més del peptidoglicà, alguns bacteris presenten a la part més externa de l'embolcall cel·lular una capa superficial paracristalina de proteïna o glicoproteïna, denominada capa S, generalment de simetria hexagonal. A més, a l'exterior del bacteri s'hi pot formar un glicocàlix o càpsula amb material secretat per l'organisme, però en aquest cas es considera que és una acumulació de material i no part de la cèl·lula.